# Monkey Business (Album)
Monkey Business (englisch für krumme Tour oder auch fauler Zauber) ist das vierte Studioalbum der US-amerikanischen Hip-Hop-Band The Black Eyed Peas aus dem Jahr 2005.

## Entstehung und Veröffentlichung
Die Erstveröffentlichung von Monkey Business erfolgte am 27. Mai 2005 bei A&M Records und Interscope Records. Das Album erschien in seiner Originalausführung als CD und Download mit 16 Titeln (Katalognummer: 9882228). Am 6. Juni 2005 erschien das Album erstmals als LP-Ausführung, wobei der letzte Titel Do What You Want hierbei entfiel (Katalognummer: B0004341-01).
Geschrieben wurden die Lieder von den vier Black-Eyed-Peas Mitgliedern apl.de.ap, Fergie, Taboo und will.i.am, zusammen mit weiteren Koautoren. will.i.am zeichnete zudem für den Großteil der Produktion verantwortlich, Unterstützung erhielt er durch Printz Board, Noize Trip oder auch Timothy Mosley (Timbaland).

## Albumtitel
Im beiliegenden Begleitheft des Albums stehen zur Wahl des Titels folgende zwei Erläuterungen:

„Definition 1: With success, people treat you differently. They can go from viewing you like a person to viewing you like a product. And that's one definition of Monkey Business.“

zu deutsch:
Wenn du Erfolg hast, behandeln dich die Leute anders. Sie können dich als Person bis hin zu einem Produkt betrachten. Und das ist eine Definition von Monkey Business.

„Definition 2: Elephants have nothing to do with PHUNK and Monkey have nothing to do with Business … or do they? Our Business is PHUNKIN MUSIC.“

zu deutsch:
Elefanten haben nichts mit Phunk zu tun und Affen haben nichts mit Geschäften zu tun, oder? Unser Geschäft ist phunkin Musik.

## Titelliste

### Standard
| #   | Titel                                                           | Autoren und Produzenten | Länge |
| --- | --------------------------------------------------------------- | --- | ----- |
| 1.  | Pump It                                                         | William Adams, Allen Pineda, Thomas Van Musser, Stacy Ferguson, Nicholas Roubanis                                                                  | 3:33  |
| 2.  | Don’t Phunk with My Heart                                       | W. Adams, S. Ferguson, Printz Board, George Pajon, Jr., Full Force, Kalyanji-Anandji, Indeewar                                                     | 4:00  |
| 3.  | My Style (feat. Justin Timberlake)                              | W. Adams, A. Pineda, S. Ferguson, T. Van Musser, J. Timberlake, T. Mosley, Danja                                                                   | 4:28  |
| 4.  | Don’t Lie                                                       | W. Adams, Jaime Gomez, A. Pineda, S. Ferguson, Chris Peters, Drew Peters, Ricky Walters                                                            | 3:39  |
| 5.  | My Humps - enthält Hidden Track „So Real“                       | W. Adams, David Payton | 5:27  |
| 6.  | Like That (feat. Q-Tip, Talib Kweli, CeeLo Green & John Legend) | W. Adams, A. Pineda, J. Gomez, K. Fareed, T. Kweli Greene, A. Newley, L. Bricusse                                                                  | 4:35  |
| 7.  | Dum Diddly (feat. Dante Santiago)                               | W. Adams, A. Pineda, Ray Brady, P. Board, George Bennett, Benjamin Brown, Lloyd Ferguson, Robert Lyn, Donat Mittoo, Leroy Sibblis, Fitzroy Simpson | 4:19  |
| 8.  | Feel It                                                         | W. Adams, A Pineda, S. Ferguson, P. Board | 4:19  |
| 9.  | Gone Going (feat. Jack Johnson)                                 | W. Adams, J. Johnson | 3:14  |
| 10. | They Don’t Want Music (feat. James Brown)                       | W. Adams, Ja. Brown, S. Ferguson, P. Board, Timothy Orindgreff, Greg Mays, Darryl Barnes                                                           | 6:47  |
| 11. | Disco Club                                                      | W. Adams, A. Pineda, Jean Baptiste, Melvin J. Lewis, Michael Matthews, Anthony Tidd, Noize Trip                                                    | 3:48  |
| 12. | Bebot                                                           | W. Adams, A. Pineda | 3:30  |
| 13. | Ba Bump                                                         | W. Adams, P. Board, Larry Blackmon, Thomas Jenkins                                                                                                 | 3:57  |
| 14. | Audio Delite at Low Fidelity - enthält Hidden Track „Change“    | W. Adams, A. Pineda, Keith Harris, Rick James | 5:29  |
| 15. | Union (feat. Sting)                                             | W. Adams, Sting, S. Ferguson, G. Pajon, Jr. | 5:04  |
| 16. | Do What You Want                                                | | 4:02  |

### Bonustitel
17. If U Want Love – 4:56 (Großbritannien, Irland & Japan)
18. Make Them Hear You – 3:19 (Japan)

### Asia Special Edition
Neben der Standard-Edition gab es noch eine „Asia Special Edition“, die folgende Bonustitel und eine DVD mit Musikvideos enthielt.
17. Pump It (Travis Barker Remix) – 3:37
18. Dum Duddly (Noisetrip Remix) – 4:04
DVD
1. Pump It
2. My Humps
3. Don’t Lie
4. Don’t Phunk with My Heart
5. Like That

### B-Seiten
- Bend Your Beck – 3:43 (auf Don’t Phunk with My Heart)
- Shake Your Monkey – 3:55 (auf Don’t Lie)
- So Real – 2:55 (auf My Humps)

## Singleauskopplungen
| Jahr | Titel                     | Höchstplatzierung, Gesamtwochen, AuszeichnungChartplatzierungen (Jahr, Titel, , Platzierungen, Wochen, Auszeichnungen, Anmerkungen) | Höchstplatzierung, Gesamtwochen, AuszeichnungChartplatzierungen (Jahr, Titel, , Platzierungen, Wochen, Auszeichnungen, Anmerkungen) | Höchstplatzierung, Gesamtwochen, AuszeichnungChartplatzierungen (Jahr, Titel, , Platzierungen, Wochen, Auszeichnungen, Anmerkungen) | Höchstplatzierung, Gesamtwochen, AuszeichnungChartplatzierungen (Jahr, Titel, , Platzierungen, Wochen, Auszeichnungen, Anmerkungen) | Höchstplatzierung, Gesamtwochen, AuszeichnungChartplatzierungen (Jahr, Titel, , Platzierungen, Wochen, Auszeichnungen, Anmerkungen) | Anmerkungen                                                    |
| Jahr | Titel                     | DE | AT | CH | UK | US | Anmerkungen                                                    |
| ---- | ------------------------- | --- | --- | --- | --- | --- | -------------------------------------------------------------- |
| 2005 | Don’t Phunk with My Heart | DE8 (12 Wo.)DE | AT5 (17 Wo.)AT | CH3 (23 Wo.)CH | UK3 Silber · (21 Wo.)UK | US3 Gold · (26 Wo.)US | Erstveröffentlichung: 5. April 2005 Verkäufe: + 799.000        |
| 2005 | Don’t Lie                 | DE12 (12 Wo.)DE | AT6 (16 Wo.)AT | CH11 (25 Wo.)CH | UK6 Silber · (14 Wo.)UK | US14 (20 Wo.)US | Erstveröffentlichung: 29. Juni 2005 Verkäufe: + 270.000        |
| 2005 | My Humps                  | DE4 Gold · (18 Wo.)DE | AT4 (26 Wo.)AT | CH3 (43 Wo.)CH | UK3 Platin · (16 Wo.)UK | US3 ×2Doppelplatin (Mastertone) · (36 Wo.)US                                                                                        | Erstveröffentlichung: 20. September 2005 Verkäufe: + 2.903.000 |
| 2006 | Pump It                   | DE19 Gold · (14 Wo.)DE | AT14 (21 Wo.)AT | CH8 (25 Wo.)CH | UK3 Platin · (15 Wo.)UK | US18 (22 Wo.)US | Erstveröffentlichung: 13. Februar 2006 Verkäufe: + 1.201.500   |

## Musikvideos
| Jahr | Titel                     | Regisseur(e)                  |
| ---- | ------------------------- | ----------------------------- |
| 2005 | Don’t Phunk with My Heart | The Malloys                   |
| 2005 | Don’t Lie                 | The Saline Project            |
| 2005 | My Humps                  | Fatima Robinson, Malik Sayeed |
| 2005 | Like That                 | Syndrome, Nabil Elderkin      |
| 2006 | Pump It                   | Francis Lawrence              |
| 2006 | Bebot                     | Patricio Ginelsa              |
| 2006 | Union                     | Patricio Ginelsa              |

## Kommerzieller Erfolg

### Chartplatzierungen
| ChartsChartplatzierungen       | Höchstplatzierung | Wochen |
| ------------------------------ | ----------------- | ------ |
| Deutschland (GfK)              | 1 (60 Wo.)        | 60     |
| Österreich (Ö3)                | 2 (47 Wo.)        | 47     |
| Schweiz (IFPI)                 | 1 (67 Wo.)        | 67     |
| Vereinigte Staaten (Billboard) | 2 (73 Wo.)        | 73     |
| Vereinigtes Königreich (OCC)   | 4 (72 Wo.)        | 72     |

| ChartsJahrescharts (2005)      | Platzierung |
| ------------------------------ | ----------- |
| Deutschland (GfK)              | 34          |
| Österreich (Ö3)                | 37          |
| Schweiz (IFPI)                 | 14          |
| Vereinigte Staaten (Billboard) | 18          |
| Vereinigtes Königreich (OCC)   | 21          |

| ChartsJahrescharts (2006)      | Platzierung |
| ------------------------------ | ----------- |
| Deutschland (GfK)              | 62          |
| Schweiz (IFPI)                 | 42          |
| Vereinigte Staaten (Billboard) | 14          |
| Vereinigtes Königreich (OCC)   | 61          |

### Auszeichnungen für Musikverkäufe
Monkey Business verkaufte sich weltweit über zehn Millionen Mal, davon sind über 7,8 Millionen Einheiten durch Schallplattenauszeichnungen belegt. Es ist das bis dahin am besten verkaufte Album der Black Eyed Peas. In der Bandkarriere verkaufte sich lediglich der Nachfolger The E.N.D. (11 Millionen) noch besser.
In Deutschland erhielt es Platin für über 200.000 verkaufte Einheiten. In den Vereinigten Staaten wurde es mit Dreifachplatin für über drei Millionen verkaufte Einheiten ausgezeichnet, in Kanada sowie Australien erhielt es 6× Platin, was 600.000, bzw. 420.000 Verkäufen entspricht. Des Weiteren wurden in Europa mehr als zwei Millionen Einheiten abgesetzt, davon alleine über 900.000 in Großbritannien.
| Land/Region                  | Auszeichnungen für Musikverkäufe (Land/Region, Auszeichnung, Verkäufe) | Verkäufe  |
| ---------------------------- | ---------------------------------------------------------------------- | --------- |
| Argentinien (CAPIF)          | Platin                                                                 | 40.000    |
| Australien (ARIA)            | 6× Platin                                                              | 420.000   |
| Belgien (BRMA)               | 2× Platin                                                              | (100.000) |
| Brasilien (PMB)              | Gold                                                                   | 30.000    |
| Deutschland (BVMI)           | Platin                                                                 | (200.000) |
| Europa (IFPI)                | 2× Platin                                                              | 2.000.000 |
| Frankreich (SNEP)            | 2× Gold                                                                | (200.000) |
| Griechenland (IFPI)          | Gold                                                                   | (10.000)  |
| Irland (IRMA)                | 2× Platin                                                              | (30.000)  |
| Italien (FIMI)               | Platin (2006) · + Gold (2025)                                          | (105.000) |
| Japan (RIAJ)                 | Platin                                                                 | 250.000   |
| Kanada (MC)                  | 6× Platin                                                              | 600.000   |
| Mexiko (AMPROFON)            | 3× Gold                                                                | 150.000   |
| Neuseeland (RMNZ)            | 5× Platin                                                              | 75.000    |
| Österreich (IFPI)            | Gold                                                                   | (15.000)  |
| Polen (ZPAV)                 | Platin                                                                 | (20.000)  |
| Portugal (AFP)               | 2× Platin                                                              | (40.000)  |
| Russland (NFPF)              | 4× Platin                                                              | (80.000)  |
| Schweden (IFPI)              | Gold                                                                   | (30.000)  |
| Schweiz (IFPI)               | 2× Platin                                                              | (80.000)  |
| Singapur (RIAS)              | Gold                                                                   | 5.000     |
| Spanien (Promusicae)         | Platin                                                                 | (80.000)  |
| Ungarn (MAHASZ)              | Gold                                                                   | (5.000)   |
| Vereinigte Staaten (RIAA)    | 5× Platin                                                              | 5.000.000 |
| Vereinigtes Königreich (BPI) | 3× Platin                                                              | (900.000) |
| Insgesamt                    | 10× Gold · 47× Platin ·                                                | 8.570.000 |

Hauptartikel: The Black Eyed Peas/Auszeichnungen für Musikverkäufe